# Det slutna rummet (roman)
Det slutna rummet är en kriminalroman av Maj Sjöwall och Per Wahlöö, utgiven 1972. Boken är den åttonde i Sjöwall Wahlöös serie "Roman om ett brott". Boken har blivit filmatiserad med samma namn på nederländska med Jan Decleir som Martin Beck.

## Handling
Efter sjukskrivningen p.g.a. skottskadan i Den vedervärdige mannen från Säffle, får Martin Beck uppgiften att lösa ett fall med ett mord i ett slutet rum. Fallet kompliceras av att det förekommit vissa misstag tidigare i undersökningen. Samtidigt leder undersökningen Beck till den frispråkiga hyresvärdinnan Rhea Nielsen, som han blir kär i.
Gunvald Larsson och Lennart Kollberg har å andra sidan fullt upp, som ofrivilliga hjälpredor i en speciell utredningsgrupp som har hand om en serie bankrån. Gruppen leds av den bombastiske åklagaren "Bulldozer" Olsson som har siktat in sig på det kriminella geniet Werner Roos och hans kumpaner Malmström och Mohrén, vilket förleder gruppen att inkludera ett bankrån som i själva verket begåtts av en ung ensamstående mamma.